# Lecanicillium wallacei
Lecanicillium wallacei är en svampart som först beskrevs av H.C. Evans, och fick sitt nu gällande namn av H.C. Evans & Zare 2008. Lecanicillium wallacei ingår i släktet Lecanicillium och familjen Cordycipitaceae.   Inga underarter finns listade i Catalogue of Life.